# Permani
Permani su naselje u Hrvatskoj u sastavu općine Matulja. Nalaze se u Primorsko-goranskoj županiji.

## Zemljopis
Istočno su Ružići i Breza, zapadno su Veli Brgud, Mali Brgud i Brešca, jugozapadno su Zaluki i Zvoneće, jugoistočno su Mučići i Jurdani.

## Stanovništvo
| broj stanovnika |       |       | 45    | 102   | 115   | 125   |       |       | 111   | 121   | 104   | 102   | 84    | 97    | 101   | 102   | 104   |
|                 | 1857. | 1869. | 1880. | 1890. | 1900. | 1910. | 1921. | 1931. | 1948. | 1953. | 1961. | 1971. | 1981. | 1991. | 2001. | 2011. | 2021. |